# Земовит Цешинский
Земовит Цешинский (пол. Siemowit cieszyński, чеш. Zemovít Těšínský; 1339/1340 — 29 ноября 1390) — генеральный приор Чешской провинции ордена иоаннитов в 1373—1390 годах. Представитель цешинской княжеской династии Силезских Пястов, один из младших сыновей цешинского князя Казимира I.

## Происхождение
Земовит Цешинский родился в 1339 или 1340 году и принадлежал к третьему поколению цешинской ветви Силезских Пястов: его отец Казимир I Цешинский (ум. 1358) был сыном первого цешинского князя Мешко I. Отец Земовита был одним из четырёх силезских князей, присягнувших в 1327 году на верность чешскому королю Яну Люксембургскому. Мать Земовита, Евфимия Мазовецкая, происходила из мазовецкой ветви династии Пястов и была дочерью Тройдена I, князя Черского и Сохачевского.

## Духовно-рыцарская карьера
Духовно-рыцарская карьера Земовита Цешинского началась по достижении им двадцатилетнего возраста. Между 1360 и 1362 годами Земовит занял должность малаолесницкого комтура приората ордена рыцарей-иоаннитов в Чешском королевстве. Точно определить год вступления в должность по дошедшим до нас источникам невозможно: последний документ, подписанный его предшественником Кнехтом фон Гаугвицем, датирован 27 октября 1359 года, первая грамота Земовита в качестве малаолесницкого комтура — 18 марта 1362 года. Последний сохранившийся документ, в котором Земовит фигурирует в должности комтура, датирован 3 декабря 1367 года, после чего упоминания о нём почти на четыре года пропадает из источников. За период управления Земовитом Цешинским малаолесницкое комтурство существенно увеличилось в рамках орденской структуры силезской части чешской провинции, что стало существенным основанием для последующего переноса административного центра силезской части провинции ордена из Великого Тынца в Малую Олесницу, более того, в 80-х годах XIV века здание комтурства в Малой Олеснице стало одной из резиденций генерального приора.
В первой половине 1371 года умер генеральный приор Чешской провинции ордена иоаннитов Ян из Звиржетиц: в январе он составил и заверил своё завещание, а в документе от 21 июля 1371 года в качестве местоблюстителя должности генерального приора (locumtenens per Boemian) указан уже Земовит Цешинский. Утверждению Земовита в должности генерального приора предшествовал длительный и ожесточённый спор между Римской курией, стремившейся усилить контроль над Чешской провинцией ордена, с одной стороны, и королём Чехии и императором Карлом Люксембургским, с другой. На стороне Рима выступил великий магистр ордена иоаннитов Раймон Беранже, поддержавший папского кандидата Гессо фон Шлегельгольца. Карл Люксембургский настаивал на кандидатуре Земовита Цешинского, брат которого, князь Пшемыслав I Носак, был одним из ведущих дипломатов королевского двора. В конце концов, под давлением императора папа Григорий XI перестал поддерживать своего кандидата и передал решение спора на рассмотрение великого магистра ордена. Всё это время, пока решался вопрос о назначении нового генерального приора провинции Земовит Цешинский продолжал исполнять его функции, в частности, участвовал в разрешении имущественного спора между брненским комтурством и Старобрненским монастырём цистерцианок. В документах, касавшихся этого спора Земовит фигурирует с титулом провинциала ордена в Чешском приорате (provincialis ordinis in prioratu Boemie).
Утверждение Земовита Цешинского в должности генерального приора Чешской провинции ордена иоаннитов произошло во второй половине 1373 года: если в грамоте от 18 июля он фигурировал ещё с титулом местоблюстителя (locumtenens prioratus Boemie), то в ноябре того же года папа Григорий титуловал его чешским приором. Вместе с тем Римская курия предприняла меры к существенному усилению контроля за использованием имущества Чешской провинции ордена иоаннитов, проведя ревизию-визитацию в 1373 году и усилив фискальное давление на чешский приорат. Великий западный раскол, последовавший после смерти папы римского Григория XI в 1378 году, затронул и орден иоаннитов. Новый папа Урбан VI и назначенный им альтернативный магистр («антимагистр») ордена иоаннитов Риккардо Караччоло попытались принудить Земовита Цешинского к участию в противостоянии враждующих партий в империи, в частности, сохранился документ Урбана VI от 5 сентября 1387 года, предписывающий генеральному приору Земовиту Цешинскому все платежи, ранее направлявшиеся им великому магистру ордена иоаннитов, направлять в папскую курию до тех пор, пока великий магистр будет поддерживать антипапу Климента VII. Генеральный приор Чешской провинции, однако, уклонился от активного участия в конфликте, преимущественно оставаясь в своей резиденции в Силезии. Кроме исполнения функций генерального приора Земовит в этот период принимал некоторое участие в управлении родовым Цешинским княжеством, помогая своему старшему брату Пшемыславу, в частности, 8 января 1389 года Земовит участвовал в собрании оборонительного союза силезских князей в Особлаге.
Орденский центр чешского приората в Праге достиг при Земовите Цешинском своих наибольших размеров. Финансово-экономическое положение Чешской провинции в период его управления существенно улучшилось, что позволило Земовиту отослать существенную сумму денег в резиденцию ордена иоаннитов на Родос для финансирования войны с турками. Провинциальные капитулы ордена иоаннитов собирались при Земовите регулярно — в 1377 году в Опаве, в 1382 году в Кладско и в 1387 году вновь в Опаве. Он умер, согласно старейшим источникам, 29 ноября 1390 года.

## Описание герба
На сохранившихся до наших дней печатях Земовита Цешинского изображено два варианта его герба. Первый вариант герба Земовит использовал на своих печатях со времён нахождения в должности комтура вплоть до конца своей жизни. Самая ранняя печать Земовита (круглая диаметром 35 мм) с этим вариантом герба сохранилась на документе, датированном 8 марта 1363 года. Первый вариант представляет собой готический геральдический щит с лазурным полем, на котором изображена глядящая вправо золотая орлица в червлёных доспехах (имеются ввиду клюв и лапы). В клюве орлица держит серебряный восьмиконечный крест. Второй, более роскошный, вариант герба сохранился на печатях 1376—1384 годов. Этот вариант представляет собой разделённый на четыре поля геральдический щит; в первом и четвёртом лазурных полях изображена золотая орлица в червлёных доспехах (клюв, лапы), во втором и третьем червлёных полях — серебряный геральдический крест.